# Zahodna Evropa
Zahodna Evropa je geografska enota Evrope, najdlje oddaljena od Azije, ki zajema nekaj visokorazvitih držav, ki se razlikujejo glede na kontekst.
Šele po začetku čezmorskih zavojevanj v času velikih geografskih odkritij se je diskurz »Evrope« kot »Zahod« začel počasi ločevati od »krščanskega sveta«, dotlej prevladujočega identitetnega sistema na tem območju, v katerega je bil do takrat vključen. Kasneje v času razsvetljenstva je bil zasnovan koncept »Vzhodne Evrope«, ki je dodatno utrdil in očistil koncept »Zahodne Evrope«.

## Zgodovinske delitve

### Klasična antika in srednji vek
Pred rimsko osvojitvijo je velik del zahodne Evrope prevzel novo razvito latensko kulturo. Ko se je rimska domena širila, se je pojavila kulturna in jezikovna delitev med pretežno grško govorečimi vzhodnimi provincami, ki so oblikovale močno urbanizirano helenistično civilizacijo, in zahodnimi ozemlji, ki so v nasprotju s tem v veliki meri prevzela latinski jezik. To kulturno in jezikovno delitev je sčasoma okrepila poznejša politična delitev vzhoda in zahoda Rimskega cesarstva. Te dve regiji sta med 3. in 5. stoletjem nadzorovali Zahodno Rimsko cesarstvo in Vzhodno Rimsko cesarstvo.
Delitev med njima se je v pozni antiki in srednjem veku okrepila s številnimi dogodki. Zahodno rimsko cesarstvo je propadlo in začelo zgodnji srednji vek. Vzhodno Rimsko cesarstvo, večinoma znano kot Grško ali Bizantinsko cesarstvo, pa je preživelo in celo uspevalo še nadaljnjih 1000 let. Vzpon Karolinškega cesarstva na zahodu in zlasti velika shizma med vzhodnim pravoslavjem in rimskokatolištvom so okrepili kulturno in versko posebnost med vzhodno in zahodno Evropo.
Po osvojitvi Bizantinskega cesarstva, središča vzhodne pravoslavne cerkve, s strani muslimanskega Osmanskega cesarstva v 15. stoletju, in postopne razdrobljenosti Svetega rimskega cesarstva (ki je nadomestilo Karolinško cesarstvo), je v Evropi delitev med rimskokatoličanstvom in protestantizmom postala pomembnejša, kot tista z vzhodnim pravoslavjem.
V Vzhodni Aziji je bila zahodna Evropa v preteklosti na Kitajskem znana kot tajši (pinjin: taixi) in tajsei na Japonskem, kar dobesedno pomeni »Daljni zahod«. Izraz Daljni zahod je postal sinonim za zahodno Evropo na Kitajskem v času dinastije Ming. Italijanski jezuitski duhovnik Matteo Ricci je bil eden prvih pisateljev na Kitajskem, ki je Daljni zahod uporabil kot azijski dvojnik evropskemu konceptu Daljnega vzhoda. Ricci se je v svojih spisih sam poimenoval »Matteo z Daljnega zahoda«. Izraz je bil še v uporabi konec 19. in v začetku 20. stoletja.

### Religija
Krščanstvo je najbolj razširjena religija v zahodni Evropi. Po raziskavi raziskovalnega centra Pew iz leta 2018 se je 71,0% zahodnoevropskih državljanov opredelilo kot kristjane.
Leta 1054 je vzhodno-zahodni shizem razdelil krščanstvo na zahodno in vzhodno. To je Evropo razdelilo na dva dela, zahodna Evropa je bila predvsem pod katoliško cerkvijo, vzhodna pa pod pravoslavno cerkvijo. Vse od reformacije v 16. stoletju sta bili primarni krščanski veroizpovedi v zahodni Evropi katolištvo in protestantizem.
V skladu s to definicijo vzhodne in zahodne Evrope, vzhodna Evropa vključuje tudi države jugovzhodne Evrope, zahodna Evropa pa države severne in srednje Evrope.

### Hladna vojna
V štirih desetletjih hladne vojne je bila opredelitev vzhoda in zahoda precej poenostavljena z obstojem vzhodnega bloka. Zgodovinarji in družboslovci na splošno menijo, da je definicija zahodne in vzhodne Evrope iz obdobja hladne vojne zastarela.
V zadnjih fazah druge svetovne vojne so o prihodnosti Evrope med zavezniki odločali na jaltski konferenci leta 1945, med britanskim premierjem Winstonom Churchillom, ameriškim predsednikom Franklinom D. Rooseveltom in premierjem Sovjetske zveze, Josipom Stalinom.

Povojna Evropa je bila razdeljena na dve glavni sferi: Zahodni blok, pod vplivom ZDA, in Vzhodni blok, na katerega je vplivala Sovjetska zveza. Z nastopom hladne vojne je Evropo delila železna zavesa. Ta izraz sta v zadnjih dneh vojne uporabljala nemški minister za propagando Joseph Goebbels in kasneje grof Lutz Schwerin von Krosigk; njegovo uporabo pa je močno populariziral Winston Churchill, ki jo je 5. marca 1946 na Westminsterskem kolidžu v Fultonu v Missouriju uporabil v svojem slavnem govoru.
Od Szczecina ob Baltskem morju do Trsta ob Jadranskem morju se je čez celino spustila železna zavesa. Onstran nje so vsa glavna mesta držav Srednje in Vzhodne Evrope. Varšava, Berlin, Praga, Dunaj, Budimpešta, Beograd, Bukarešta in Sofija. Vsa ta znamenita mesta in njihovo prebivalstvo so zdaj v tistem, kar moram imenovati sovjetska sfera, in vsa so v takšni ali drugačni obliki podvržena ne le sovjetskemu vplivu, temveč zelo visokemu in v nekaterih primerih vse večjem nadzoru Moskve.
Čeprav so bile nekatere države uradno nevtralne, so bile razvrščene glede na lastnosti njihovih političnih in gospodarskih sistemov. Ta delitev v veliki meri opredeljuje ljudsko dojemanje in razumevanje Zahodne Evrope in njenih meja z Vzhodno Evropo.
Svet se je dramatično spremenil s padcem železne zavese leta 1989. Zahodna Nemčija je ob ponovni združitvi Nemčije mirno prevzela Vzhodno Nemčijo. SEV in Varšavski pakt sta bila razpuščena in leta 1991 je Sovjetska zveza prenehala obstajati. Več držav, ki so bile del Sovjetske zveze, je ponovno pridobilo popolno neodvisnost.

### Zahodnoevropska unija
Leta 1948 je bila med Belgijo, Francijo, Luksemburgom, Nizozemsko in Združenim kraljestvom podpisana Bruseljska pogodba. Nadaljnje je bila ponovno pregledana leta 1954 na pariški konferenci, ko je bila ustanovljena Zahodnoevropska unija. Leta 2011 je bila po lizbonski pogodbi razveljavljena, bruseljska pogodba pa je bila prekinjena. Ko je bila Zahodnoevropska unija razpuščena, je imela 10 držav članic, šest pridruženih članic, pet držav opazovalk in sedem pridruženih partnerskih držav.

## Sodobne delitve

### Evropa
Evropa: geografija za 2. in 3. letnik gimnazij je bila izdana leta 2015 in se danes v mnogih slovenskih šolah uporablja za učenje geografije. Napisali so jo Jurij Senegačnik, Igor Lipovšek in Mirko Pak. 
V učbeniku definicija Zahodne Evrope vključuje naslednje države:
- Irsko,
- Veliko Britanijo,
- Belgijo,
- Nizozemsko,
- Luksemburg,
- Francijo,
- kneževino Monako.

### Klasifikacija CIA
CIA uvršča sedem držav v »Zahodno Evropo«:
- Belgijo,
- Francijo,
- Irsko,
- Luksemburg,
- Monako,
- Nizozemsko,
- Veliko Britanijo.

CIA tudi te tri države uvršča med države »Jugovzhodne Evrope«:
- Andoro,
- Portugalsko,
- Španijo.

### Skupina zahodnoevropskih držav
Skupina zahodnoevropskih držav je ena od številnih neuradnih regionalnih skupin v Združenih narodih, ki delujejo kot volilni bloki in pogajalski forumi. Regionalni volilni bloki so bili ustanovljeni leta 1961 z namenom, da bi spodbudili glasovanje do različnih organov OZN iz različnih regionalnih skupin. Evropski člani skupine so:
- Andora
- Avstrija
- Belgija
- Danska
- Finska
- Francija
- Nemčija
- Grčija
- Islandija
- Irska
- Italija
- Liechtenstein
- Luksemburg
- Malta
- Monako
- Nizozemska
- Norveška
- Portugalska
- San Marino
- Španija
- Švedska
- Švica
- Turčija
- Združeno kraljestvo

Poleg tega so člani skupine tudi Avstralija, Kanada, Izrael in Nova Zelandija, ZDA pa je država opazovalka.

## Prebivalstvo
Če bi strogo uporabljali klasifikacijo Cie, bi dobili naslednji izračun števila prebivalcev Zahodne Evrope. Vse številke temeljijo na napovedih za leto 2018 oddelka Združenih narodov za gospodarske in socialne zadeve.
| Položaj | Država ali teritorij       | Število prebivalcev (najnovejše ocene) | Jeziki                                  | Glavno mesto |
| ------- | -------------------------- | -------------------------------------- | --------------------------------------- | ------------ |
| 1       | Združeno Kraljestvo        | 66.040.229                             | angleščina                              | London       |
| 2       | Francija (metropolitanska) | 65.058.000                             | francoščina                             | Pariz        |
| 3       | Nizozemska                 | 17.249.632                             | nizozemščina, frizijščina               | Amsterdam    |
| 4       | Belgija                    | 11.420.163                             | nizozemščina, francoščina in nemščina   | Bruselj      |
| 5       | Irska                      | 4.857.000                              | irščina, angleščina                     | Dublin       |
| 6       | Luksemburg                 | 602.005                                | francoščina, luksemburščina in nemščina | Luksemburg   |
| 7       | Monako                     | 38.300                                 | francoščina                             | Monako       |
| Skupaj  |                            | 165.265.329                            |                                         |              |

Če bi malo bolj velikodušno uporabili klasifikacijo CEI in vključili tudi "Jugozahodno Evropo", bi dobili naslednji izračun števila prebivalcev Zahodne Evrope.
| Položaj | Država ali teritorij       | Število prebivalcev (najnovejše ocene) | Jeziki                                             | Glavno mesto     |
| ------- | -------------------------- | -------------------------------------- | -------------------------------------------------- | ---------------- |
| 1       | Združeno Kraljestvo        | 66.040.229                             | angleščina                                         | London           |
| 2       | Francija (metropolitanska) | 65.058.000                             | francoščina                                        | Pariz            |
| 3       | Španija                    | 46.700.000                             | španščina, galicijščina, katalonščina, baskovščina | Madrid           |
| 4       | Nizozemska                 | 17.249.632                             | nizozemščina, frizijščina                          | Amsterdam        |
| 5       | Belgija                    | 11.420.163                             | nizozemščina, francoščina in nemščina              | Bruselj          |
| 6       | Portugalska                | 10.291.027                             | portugalščina                                      | Lizbona          |
| 7       | Irska                      | 4.857.000                              | irščina, angleščina                                | Dublin           |
| 8       | Luksemburg                 | 602.005                                | francoščina, luksemburščina in nemščina            | Luksemburg       |
| 9       | Andora                     | 78.264                                 | katalonščina                                       | Andorra la Vella |
| 10      | Monako                     | 38.300                                 | francoščina                                        | Monako           |
| Skupaj  |                            | 222.293.922                            |                                                    |                  |

## Podnebje
Podnebje Zahodne Evrope se razlikuje od subtropskega in polsušnega na obalah Italije, Portugalske in Španije do alpskega v Pirenejih in Alpah. Sredozemsko podnebje na jugu je suho in toplo. Zahodni in severozahodni del imata blago, splošno vlažno podnebje, na katerega vpliva Severnoatlantski tok.

## Jeziki
Zahodnoevropski jeziki večinoma spadajo v dve indoevropski jezikovni družini: romanski jeziki, ki izvirajo iz latinščine Rimskega cesarstva; in germanski jeziki, katerih jezik prednikov (pragermanščina) je prišel iz južne Skandinavije. Romanski jeziki se govorijo predvsem v južnem in osrednjem delu Zahodne Evrope, germanski jeziki v severnem delu (Britansko otočje in Nizozemske dežele), pa tudi velik del Severne in Srednje Evrope.
Drugi zahodnoevropski jeziki vključujejo keltsko skupino (to je irsko, škotsko galsko, mansko, valižansko, kornsko in bretonsko) in baskovščino, edini trenutno živi evropski jezikovni izolat.

### Navedbe
1. ↑  Delanty, Gerard (1995). »The Westemisation of Europe«. Inventing Europe Idea, Identity, Reality. str. 30. doi:10.1057/9780230379657. ISBN 978-0-333-62203-2. Until the late fifteenth century the idea of Europe was principally a geographical expression and subordinated to Christendom which was the dominant identity system in the West. The idea of Europe as the West began to be consolidated in the foreign conquests of the age of 'discovery" (...) "Europe then begins to shed itself of its association with Christendom and slowly becomes an autonomous discourse.
2. ↑  Sushytska, Julia (2012).  Bradatan, Costica (ur.). »What Is Eastern Europe? A Philosophical Approach«. Angelaki. Routledge: 39–51.
3. ↑  »home.comcast.net«. Arhivirano iz prvotnega spletišča dne 13. februarja 2013. Pridobljeno 23. februarja 2013.
4. ↑  »Atlas of the Historical Geography of the Holy Land«. Rbedrosian.com. Arhivirano iz prvotnega spletišča dne 10. junija 2013. Pridobljeno 23. februarja 2013.
5. ↑  Ricci, Matteo (1610) [2009]. On Friendship: One Hundred Maxims for a Chinese Prince. Translated by Timothy Billings. Columbia University Press. str. 19, 71, 87. ISBN 978-0231149242.
6. ↑  »Being Christian in Western Europe«, Pew Research Center, Pew Research Center, 2018, pridobljeno 29. maja 2018
7. ↑  "The geopolitical conditions (...) are now a thing of the past, and some specialists today think that Eastern Europe has outlived its usefulness as a phrase."»Regions, Regionalism, Eastern Europe by Steven Cassedy«. New Dictionary of the History of Ideas, Charles Scribner's Sons. 2005. Pridobljeno 31. januarja 2010. {{navedi časopis}}: Sklic journal potrebuje|journal= (pomoč)
8. ↑  Berglund, Sten; Ekman, Joakim; Aarebrot, Frank H. (2004). The handbook of political change in Eastern Europe. str. 2. ISBN 9781781954324. Pridobljeno 5. oktobra 2011. The term 'Eastern Europe' is ambiguous and in many ways outdated.
9. ↑  "Too much writing on the region has – consciously or unconsciously – clung to an outdated image of 'Eastern Europe', desperately trying to patch together political and social developments from Budapest to Bukhara or Tallinn to Tashkent without acknowledging that this Cold War frame of reference is coming apart at the seams. Central Europe Review: Re-Viewing Central Europe By Sean Hanley, Kazi Stastna and Andrew Stroehlein, 1999 Arhivirano 31 October 2017 na Wayback Machine.
10. ↑  "One very common, but now outdated, definition of Eastern Europe was the Soviet-dominated communist countries of Europe."http://www.cotf.edu/earthinfo/balkans/BKdef.html Arhivirano 10 December 2017 na Wayback Machine.
11. ↑  Senegačnik, Jurij; Lipovšek, Igor; Pak, Mirko (2015). Evropa : geografija za 2. in 3. letnik gimnazij. Narodna in univerzitetna knjižnica, Ljubljana: Modrijan založba, d.o.o. str. 108. COBISS 294309888. ISBN 978-961-241-894-6.
12. ↑  »Field listing: Location«. CIA World Factbook. Arhivirano iz prvotnega spletišča dne 24. maja 2011. Pridobljeno 30. julija 2017.
13. ↑  UNAIDS, The Governance Handbook, January 2010 Arhivirano 9 January 2011 na Wayback Machine. (p. 29).
14. 1 2  »World Population Prospects 2018«. Arhivirano iz prvotnega spletišča dne 19. septembra 2016. Pridobljeno 14. oktobra 2018.
15. ↑  »Europe :: Netherlands — The World Factbook - Central Intelligence Agency«. www.cia.gov. Pridobljeno 6. oktobra 2020.
16. 1 2 3  »Europe«. Encyclopædia Britannica. 2007. Pridobljeno 10. junija 2008.
17. ↑  »Basque language«. Encyclopedia Britannica (v angleščini). Pridobljeno 16. junija 2020.